# Чекуново (селище, Новгородська область)
Чекуново (рос. Чекуново) — селище в Холмському районі Новгородської області Російської Федерації.
Населення становить 104 особи. Входить до складу муніципального утворення Красноборське сільське поселення.

## Історія
Від 2004 року входить до складу муніципального утворення Красноборське сільське поселення.

## Населення
| 2010 |
| ---- |
| 104  |